# Маленга (посёлок)
Ма́ленга (Ма́леньга) (карел. Malen'gu) — посёлок в Беломорском районе Карелии, бывший центр горсовета. Ныне входит в состав Сумпосадского сельского поселения.

## География
Расположен на реке Маленга недалеко от границы с Архангельской областью, в 131 км к юго-востоку от Беломорска.
В 1,7 км к северо-востоку от посёлка находится населённый пункт Маленга при железнодорожной станции Маленьга на участке «Беломорск — Обозерская».

## Демография
| 3195 | 2170 | 893 | 502 |

| 2002 | 2009 | 2010 | 2013 |
| ---- | ---- | ---- | ---- |
| 238  | ↘197 | ↘160 | ↘145 |

## История
Ранее поселение входило в состав Нюхчинской волости (Кемский уезд Архангельской губернии), которая в 1920-х годах была упразднена и вошла в состав Сорокского района Карелии. Станция Маленьга была построена в 1942 году.
С 1950 по 1991 год Маленга являлась посёлком городского типа, став впоследствии сельским населённым пунктом.
В 1950-е годы была построена обширная разветвлённая узкоколейная сеть железных дорог для перевозки леса. Самый длинный участок дороги почти доходил до Хижозера. В 1970-х—80-х годах дорогу упразднили, а пути разобрали. Железную дорогу обслуживали, помимо прочих, финские локомотивы с колеёй 750 мм, поставляемые в виде репарации после советско-финской войны.